# Instituto Rocha Cabral
O Instituto de Investigação Científica de Bento da Rocha Cabral (mais conhecida simplesmente como Instituto Rocha Cabral) é uma fundação portuguesa com sede em Lisboa, de utilidade pública e sens fins lucrativos, criada em 1922 em cumprimento da disposição testamentária de Bento da Rocha Cabral, tendo por objectivo "a realização de trabalhos de investigação científica, principalmente no campo das ciências biológicas" (dos Estatutos). Inicialmente com quatro secções (Fisiologia, Histologia, Química Biológica e Bacteriologia) evoluiu posteriormente no sentido da Bioquímica, da Investigação Teórica (Computacional) e da História e Filosofia das Ciências.

## História
O Instituto Rocha Cabral foi criado em resultado do testamento, aberto em 1921, de B. Rocha Cabral, que deixou a maior parte da sua fortuna, amealhada no Brasil, para a criação de um instituto de investigação que deveria ser dirigido por Matias Boleto Ferreira de Mira (1875-1953), professor de Química Fisiológica na Faculdade de Medicina da Universidade de Lisboa.
O instituto iniciou a sua instalação em 1923, com profundas obras de adaptação da antiga morada de habitação do fundador. As actividades de investigação foram iniciadas em Novembro de 1925, com quatro investigadores: M. B. Ferreira de Mira e seu filho Manuel Ferreira de Mira (ob. 1929), Luís Simões Raposo e Fausto Lopo de Carvalho (1890-1970).
De acordo com a orientação dada pelo seu primeiro director, o Instituto dedicou-se principalmente à
investigação pura, sem esquecer o apoio à investigação aplicada. Constituíram-se quatro secções: Fisiologia (tutelada por Joaquim Fontes e Mark Athias), Histologia (por Augusto Celestino da Costa), Química biológica (M. B. Ferreira de Mira e depois Kurt Jacobsohn) e Bacteriologia (primeiro com Lopo de Carvalho e M. Ferreira de Mira, e depois da morte deste, com Alberto de Carvalho).
O Instituto acolheu as primeiras investigações com animais que levaram à descoberta da Angiografia por Egas Moniz, assim como as que conduziram ao desenvolvimento da Angiopneumografia, também por este investigador, juntamente com Almeida Lima e Lopo de Carvalho.
O Instituto acolheu e apoiou um conjunto muito apreciável de investigadores, incluindo, entre outros e para além dos já referidos, o parasitologista Carlos França (1877-1926), a fitopatologista Matilde Bensaúde (1890-1969), a primeira portuguesa doutorada nas ciências biológicas e o naturalista Padre Joaquim da Silva Tavares, S.J. (1866-1931), o fundador da revista Brotéria. O trabalho realizado no Instituto encontra-se arquivado nos volumes anuais dos Travaux de Laboratoire de l'Institut Rocha Cabral, contendo as separatas dos artigos originais publicados pelos seus investigadores, e nas Actualidades Biológicas, com as conferências proferidas na sua sede.